# Dioscorea hexagona
Dioscorea hexagona är en enhjärtbladig växtart som beskrevs av John Gilbert Baker. Dioscorea hexagona ingår i släktet Dioscorea och familjen Dioscoreaceae. Inga underarter finns listade i Catalogue of Life.